# Golfo de los Balleneros

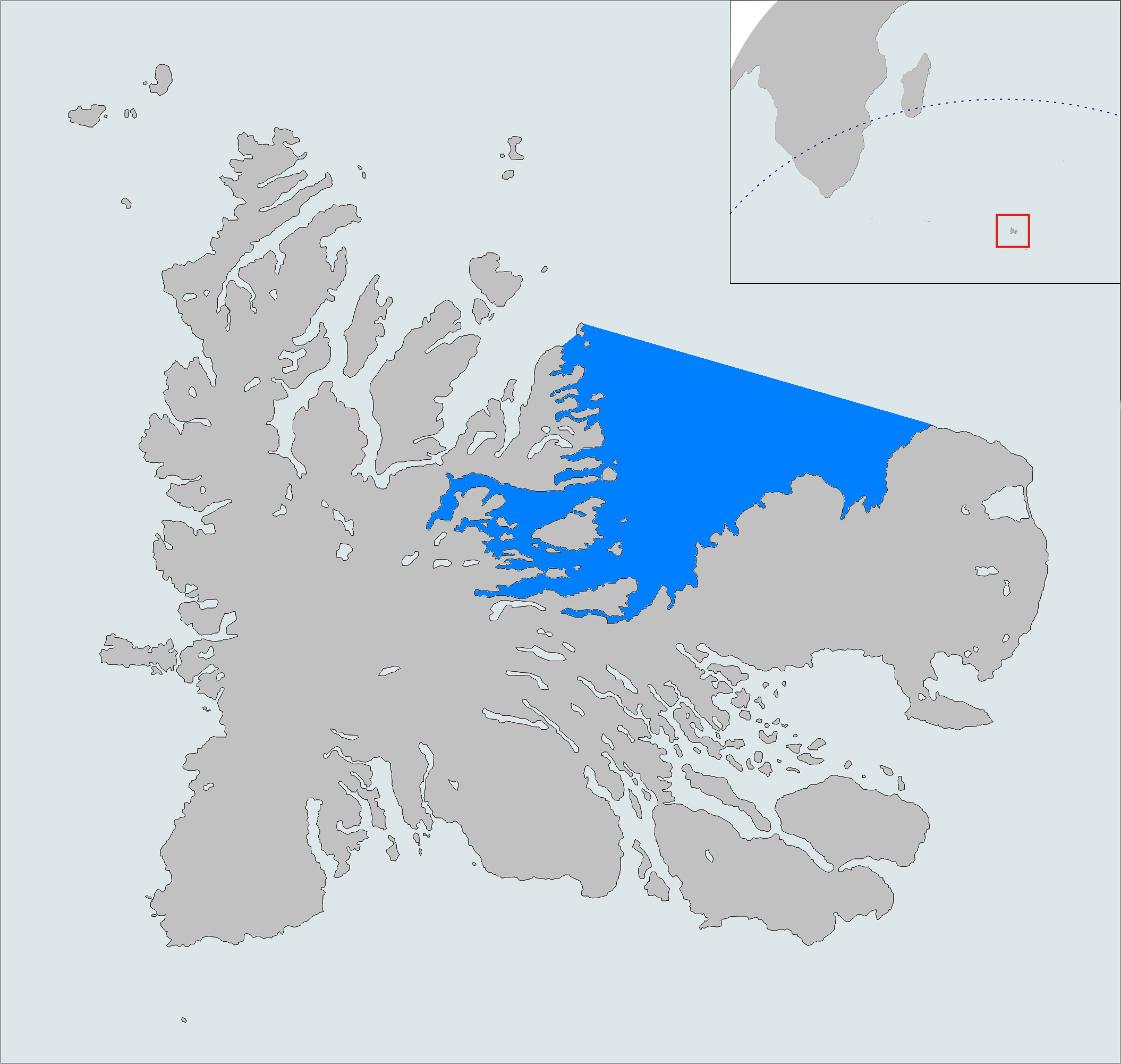
Localización del Golfo de los balleneros, Islas Kerguelen

El golfo de los Balleneros es un golfo del Océano Índico formado por la costa noroeste de la gran Tierra del archipiélago de los Kerguelen, en Tierras Australes y Antárticas Francesas. Delimitado por las fachadas sur y este de la casi isla Joffre así como por las costas al noreste de la península Courbet, resguarda numerosas islas, de las cuales la principal es la isla del Puerto.
- Datos: Q3110258